# Terapia cognitivo-analitica
La terapia cognitiva analitica (in inglese Cognitive Analytic Therapy o CAT) è una forma di psicoterapia di breve durata, basata sull'integrazione fra psicoterapia cognitivo-comportamentale (CBT) e dinamica. Inizialmente sviluppata negli anni '80 da Anthony Ryle per il trattamento di disordini nevrotici, è ora utilizzata per il trattamento di disturbi di personalità, e in particolare per i disturbi borderline.
È una terapia definita dai suoi praticanti come di tipo collaborativo, non manualizzata, applicata per esaminare le modalità secondo cui una persona pensa, esperisce le emozioni, agisce nel mondo rispetto agli eventi di vita e le relazioni che fondano queste esperienze (spesso derivate dall'infanzia o dalle prime esperienze di vita).
La CAT è un approccio psicoterapeutico che sottintende un modello dello sviluppo del Sé relazionale; è un modello, quindi,  fondamentalmente relazionale, sia nelle visione dell'individuo che nella psicoterapia.
È una terapia breve, che include dalle 4 alle 24 sedute; tipicamente prevede 16 sedute.

## Le origini della CAT
La CAT è stata sviluppata all'inizio degli anni '80 da Anthony Ryle all'ospedale di Guy & St. Thomas di Londra. Fu ideata come risposta alle necessità del servizio sanitario pubblico per una zona centrale molto popolata di Londra. Quest'aspetto problematico relativo alle modalità di accesso al servizio e all'uguaglianza del servizio di salute mentale rimane, in particolare, il cuore del modello di intervento. Ryle pensò che fosse importante offrire un servizio di cura specifico e focalizzato di breve durata nel servizio pubblico: una terapia che potesse integrare i punti di forza di differenti approcci per la gestione dei problemi delle persone e che potesse essere usato anche per studi di ricerca e perfezionato, in seguito, con la crescente esperienza di terapeuti e pazienti.

## I fondamenti teorici
La CAT si fonda su:
- Concetti psicoanalitici relativi al conflitto, i meccanismi di difesa, le relazioni oggettuali e l'analisi del transfert e controtransfert con particolare riferimento alle teorie di Donald Winnicott.
- Concetti relativi alla zona di sviluppo prossimale (ZSP) e al concetto di sviluppo, di Lev Vygotskij.
- Il concetto di "dialogo" di Michail Michajlovič Bachtin;
- La teoria dei Costrutti personali di George Kelly e il suo lavoro sulle griglie di repertorio; un approfondimento relativo alle modalità secondo cui la gente attribuisce significato al proprio mondo (“uomo come scienziato”) lavorando in modo cooperativo con i pazienti;
- approcci cognitivi che coinvolgono le abilità di pianificazioni step-by-step e la misurazione del cambiamento; l'insegnamento al paziente di abilità di automonitoraggio (“self-observation”) circa il proprio umore, i pensieri ed i sintomi.

## Principi funzionali
- La formazione di una relazione di fiducia con il terapeuta, che permette di esplorare le difficoltà che si stanno affrontando.
- L'identificazione dei problemi presenti e le modalità secondo cui questi incidono sulla propria vita ed il proprio benessere.
- La ricerca delle cause sottostanti ai problemi rispetto al proprio passato e alla relazioni interpersonali.
- La comprensione delle modalità apprese per fronteggiare le emozioni forti e non gestibili adattando il proprio comportamento alle relazioni con gli altri e con se stessi.
- L'identificazione di come quegli schemi inizialmente utili possono diventare poi nel tempo disfunzionali
- La scoperta che si può continuare a fare dei passi avanti anche quando la terapia è finita

La CAT cerca di mettere a fuoco alcuni aspetti problematici che la persona porta in terapia (denominati “Target Problems”) e gli schemi sottostanti attraverso i quali ci relazioniamo con noi stessi e gli altri. È un modello di intervento trans-diagnostico che non si focalizza sui termini classificatori dei manuali tradizionali psichiatrici.
La CAT principalmente si applica a livello individuale, ma è anche utilizzabile con coppie o per aiutare gruppi di persone al fine di comprendere maggiormente il proprio funzionamento mediante un approccio chiamato “La riformulazione contestuale”.